# Веласко, Бернардо де
Бернардо Луис де Веласко и Уидобро (исп. Bernardo Luis de Velasco y Huidobro; 20 августа 1742, Вильядьего, Кастилия-Леон — ок. 1815, Асунсьон) — испанский государственный деятель, колониальный чиновник, последний испанский губернатор Парагвая (5 мая 1806 — 17 июня 1811). Одна из ключевых фигур Войны за независимость испанских колоний в Америке, командующий войсками роялистов.

## Биография
Благородного происхождения. Изучал математику в университете Барселоны, в 25-летнем возрасте поступил на военную службу в королевскую армию. С 1793 по 1795 год участвовал в Войне первой коалиции против французских войск Наполеона на Пиренеях. Подполковник.
В мае 1803 года король распорядился упразднить Энкомьенда и освободить туземцев. В том же году Веласко был направлен в Южную Америку на должность главы военно-политического правительства, так называемых, «Гуаранийских миссий», объявленных автономными и независимыми от провинций Буэнос-Айрес и Парагвая. Сменил Сантьяго де Линьерса. Полковник — с июня 1804 года.
В 1806 году он был назначен губернатором Парагвая, сохранив за собой должность губернатора «Гуаранийских миссий».
Во время первого Британского вторжения в вице-королевство Рио-де-ла-Плата послал войска для оказания помощи войскам наместника Собремонте, намеревавшимся захватить Буэнос-Айрес. В следующем году, когда пришло известие о вторжении в Монтевидео и о скором возвращении англичан в вице-королевство Рио-де-ла-Плата, он направил свои войска в столицу вице-короля. В его отсутствии функции губернатора исполнял военный инженер Эустакио Джаннини Бенталлол.
Отличился среди военных лидеров в обороне Буэнос-Айреса. Получив звание генерала, вернулся, чтобы вновь занять пост губернатора Парагвая.
Ему досталось в управление разрушенное государство, поэтому он поощрял развитие скотоводства и сельского хозяйства, способствовал образованию, которое распространялось и на девочек. Был одним из пионеров вакцинации против оспы. Эффективное управление и его способности привели к улучшению в различных экономических областях, таких как производство кожи и мате.
Когда в 1810 году в Буэнос-Айресе произошла Майская революция, Бернардо де Веласко остался верен королю и не признал Первую хунту Аргентины.
Позже принимал активное участие в войнах против предоставления независимости испанским колониям в Америке, командовал войсками роялистов.
17 июня 1811 года свергнут конгрессом, который проходил в Асунсьоне.